# エドワーズ空軍基地
エドワーズ空軍基地（エドワーズくうぐんきち、英語: Edwards Air Force Base）は、アメリカ合衆国カリフォルニア州のランカスター郊外にあるアメリカ空軍の基地である。モハーヴェ砂漠のロジャース乾湖（ミューロック乾湖）に作られている。粘土質の乾湖の地面にペイントしただけの長大な滑走路を含め合計18本もの滑走路があり、さまざまな機体のテスト飛行が行われる航空機開発の拠点として知られている。スペースシャトルの帰還時にケネディ宇宙センターへの帰還が困難なときの代替着陸施設に指定されていた。

## 概要
1933年に開設された、おもに航空機の開発・研究・調査を行う基地である。元々の基地の名称は、ミューロック陸軍飛行場（Muroc Army Air Field）であったが、YB-49のテスト飛行中に事故死したグレン・W・エドワーズ（Glen.W.Edwards）大尉にちなんで、1950年に改称された。空軍の飛行試験センター（AFFTC）やテストパイロット学校 (AFTPS) 、NASAのアームストロング飛行研究センターなどが所在する。
フライト・テストの聖地として知られ、過去に多くの著名な記録的フライトが行われた。
- チャック・イェーガーとX-1による世界初の超音速飛行。
- X-15による極超音速飛行実験。
- M2-F1をはじめとするリフティングボディ機の実験。
- スペースシャトル・エンタープライズの滑空試験。
- ルータン ボイジャーによる世界初の無給油無着陸世界一周飛行の離着陸。
- その他、B-2をはじめとする最新鋭の機体の試験。

## フィクション
- 映画『ターミネーター3』に、サイバー・リサーチ・システムズ（CRS）の本部としてもその名前が出ている。
- テレビアニメ『蒼き流星SPTレイズナー』に、火星から逃げ帰った主人公たちの乗るグラドスのシャトルが、米軍の手によってエドワーズ基地まで誘導される。
- OVA『カリフォルニア・クライシス 追撃の銃火』に登場。
- 『マブラヴ オルタネイティヴ』に、国連の宇宙総軍北米司令部が置かれている基地（もしくは、その指揮系統下にある基地）としてその名前が出ている。
- OVAおよび劇場アニメ『マクロスプラス』に、宇宙時代の最新軍用機のテストフライト施設として、「ニュー・エドワーズ基地」という名の航空基地が登場する。劇中ではもっぱら単に「エドワーズ」と呼ばれ、立地場所のロケーションも実在のエドワーズ基地と同じく砂漠である。